# Малий Полюхів
Ма́лий Полюхів — село в Україні, у Львівському районі Львівської області. Населення — 161 особа. Орган місцевого самоврядування - Перемишлянська міська рада.

## Історія
Згадується 3 січня 1446 року в книгах галицького суду. В 1661 р селом володіли Юзеф Свірзький та пан Чебровський. В 1711 році селом володів пан Чебровський, а частиною села володів Львівський архієпископ.
У 1909—1944 роках проходила залізниця Львів-Підгайці.
02.05.1944 року німецький підрозділ напав на село і почав грабувати селян.У цей час в селі перебував відділ УПА. Між повстанцями та нацистами завязався бій, двох німців було вбито, двох захопили в полон. Втрати підрозділу УПА - невідомі.